# Stadion Anagennisi
Stadion Anagennisi – stadion piłkarski w Derinii, na Cyprze. Może pomieścić 4500 widzów. Na obiekcie odbyły się dwa spotkania towarzyskie piłkarskich reprezentacji narodowych (15 lutego 1997 roku: Łotwa – Litwa 1:0 i 17 lutego 1997 roku: Polska – Łotwa 3:2).